# 대한민국-미국의 주요인사 회담 목록
다음은 대한민국-미국 간에 이뤄진 주요 인사의 회담 목록이다.

## 한미 정상회담

### 1950-1960년대
- 1952년 12월: 드와이트 D. 아이젠하워 대통령 당선자 방한
- 1954년 7월: 이승만 대통령 방미
- 1960년 6월: 아이젠하워 대통령 방한
- 1961년 11월: 박정희 국가재건최고회의 의장 방미
- 1965년 5월: 박정희 대통령 방미
- 1966년 11월: 린든 B. 존슨 대통령 방한
- 1968년 4월: 박정희 대통령 방미 (하와이 호놀룰루)
- 1969년 8월: 박정희 대통령 방미 (샌프란시스코)

### 1970-1980년대
- 1974년 11월: 제럴드 포드 대통령 방한
- 1979년 7월: 지미 카터 대통령 방한
- 1981년 2월: 전두환 대통령 방미
- 1983년 11월: 로널드 레이건 대통령 방한
- 1985년 4월: 전두환 대통령 방미
- 1988년 10월: 노태우 대통령 방미
- 1989년 2월: 조지 H. W. 부시 대통령 방한
- 1989년 10월: 노태우 대통령 방미

### 1990년대
- 1990년 6월: 노태우 대통령 방미
- 1991년 7월: 노태우 대통령 국빈 방미
- 1991년 9월: 노태우 대통령 유엔 총회 참석차 방미 (뉴욕)
- 1992년 1월: 조지 H. W. 부시 대통령 국빈 방한
- 1993년 7월: 빌 클린턴 대통령 방한
- 1993년 11월: 김영삼 대통령 방미, 시애틀 APEC 정상회의 참석 계기 회담 및 워싱턴 회담
- 1994년 11월: 보고르 APEC 정상회의 계기 한미정상회담
- 1995년 7월: 김영삼 대통령 방미
- 1996년 4월: 빌 클린턴 대통령 방한
- 1996년 11월: 마닐라 APEC 정상회의 계기 한미정상회담
- 1997년 6월: 김영삼 대통령 유엔환경특별총회 참석 계기 한미정상회담
- 1997년 11월: 밴쿠버 APEC 정상회의 계기 한미정상회담
- 1998년 6월: 김대중 대통령 국빈 방미
- 1998년 11월: 빌 클린턴 대통령 방한
- 1999년 7월: 김대중 대통령 방미

### 2000년대
- 2000년 6월: 오부치 전 일본 총리 장례식 참석 계기 한미정상회담
- 2001년 3월: 김대중 대통령 방미
- 2001년 10월: 상하이 APEC 정상회의 참석 계기 한미정상회담
- 2002년 2월: 조지 W. 부시 대통령 방한
- 2002년 10월: 로스카보스 APEC 정상회의 참석 계기 한미일 정상회담
- 2003년 5월: 노무현 대통령 방미
- 2003년 10월: 방콕 APEC 정상회의 참석 계기 한미정상회담
- 2004년 11월: 산티아고 APEC 정상회의 참석 계기 한미정상회담
- 2005년 6월: 노무현 대통령 방미
- 2005년 11월: 조지 W. 부시 대통령 부산 APEC 정상회의 참석 계기 방한
- 2006년 9월: 노무현 대통령 방미
- 2006년 11월: 하노이 APEC 정상회의 참석 계기 한미정상회담
- 2007년 9월: 시드니 APEC 정상회의 참석 계기 한미정상회담
- 2008년 4월: 이명박 대통령 방미 (캠프 데이비드 정상회담)
- 2008년 7월: G8 계기 정상회담 (일본 도야코)
- 2008년 8월: 조지 W. 부시 대통령 방한
- 2008년 11월: 이명박 대통령 G20 계기 방미 (워싱턴, 로스앤젤레스)
- 2008년 11월: APEC 계기 정상회담 (페루 리마)
- 2009년 4월: G20 계기 정상회담 (런던)
- 2009년 6월: 이명박 대통령 방미
- 2009년 9월: 이명박 대통령 유엔 총회 및 G20 계기 방미 (뉴욕, 피츠버그)
- 2009년 11월: 버락 오바마 대통령 방한

### 2010년대
- 2010년 4월: 이명박 대통령 핵안보 정상회의 참석 계기 방미
- 2010년 6월: G20 토론토 정상회담 계기 정상회담 (캐나다 토론토)
- 2010년 11월: 버락 오바마 대통령 G20 계기 방한
- 2011년 9월: 이명박 대통령 유엔총회 참석 계기 방미
- 2011년 10월: 이명박 대통령 국빈 방미
- 2012년 3월: 2012년 핵안보정상회의 계기 버락 오바마 대통령 방한
- 2013년 5월: 박근혜 대통령 방미
- 2014년 4월: 버락 오바마 대통령 방한
- 2014년 11월: 베이징 APEC 계기 정상회담
- 2015년 10월: 박근혜 대통령 방미
- 2016년 9월: 항저우 G20 계기 정상회담
- 2017년 6월: 문재인 대통령 방미
- 2017년 7월: 함부르크 G20 계기 한미일 정상회담
- 2017년 11월: 도널드 트럼프 대통령 국빈 방한
- 2018년 5월: 문재인 대통령 방미
- 2018년 9월: 문재인 대통령 방미
- 2019년 6월: 도널드 트럼프 대통령 방한 및 2019년 남북미정상회담
- 2021년 5월: 문재인 대통령 방미

## 그외 인사 회담

### 2000년대
- 2008년 2월: 라이스 국무장관 방한
- 2008년 3월: 유명환 외교부장관 방미
- 2008년 6월: 라이스 국무장관 방한
- 2008년 7월: ARF 계기 외교장관 회담 (싱가포르)
- 2008년 9월: 한승수 총리 방미
- 2008년 9월: 유명환 외교부장관 유엔총회 참석 계기 방미
- 2009년 2월: 클린턴 국무장관 방한
- 2009년 6월: 유명환 외교부장관 방미
- 2009년 7월: ARF 계기 외교장관회담 (푸켓)
- 2009년 9월: 유엔총회 및 G20 계기 외교장관회담(뉴욕)

### 2010년대
- 2010년 2월: 유명환 외교부장관 방미 (제2차 장관급 전략대화)
- 2010년 5월: 클린턴 국무장관 방한
- 2010년 7월: 클린턴 국무장관년  게이츠 국방장관 방한 (제1차 외교년 국방장관 2+2 회의)
- 2010년 10월: EAS 정상회의 계기 외교장관회담(하노이)
- 2010년 12월: 김성환 외교부장관 방미
- 2011년 4월: 클린턴 국무장관 방한
- 2011년 6월: 김성환 외교부장관 방미
- 2011년 7월: ARF 계기 외교장관 회담(발리)
- 2011년 11월: 클린턴 국무장관 방한(부산 세계개발원조총회)
- 2012년 3월: 김성환 외교부장관 방미
- 2012년 6월: 김성환 외교부장관년  김관진 국방부장관 방미  (제2차 외교년 국방장관 2+2회의)
- 2012년 9월: 김성환 외교부장관 유엔총회 참석 계기 방미
- 2013년 4월: 윤병세 외교부장관 방미
- 2013년 4월: 케리 국무장관 방한
- 2013년 9월: 유엔총회 계기 외교장관회담 (뉴욕)
- 2013년 12월: 바이든 부통령 방한
- 2014년 1월: 윤병세 외교부장관 방미
- 2014년 2월: 케리 국무장관 방한
- 2014년 8월: ARF 계기 외교장관 회담 (네피도)
- 2014년 9월: 유엔총회 계기 외교장관 회담(뉴욕)
- 2014년 10월: 윤병세 외교부장관 방미 (제3차 외교년 국방장관 2+2 회의)
- 2015년 2월: 뮌헨안보회의 계기 외교장관 회담 (뮌헨)

## 같이 보기
- 정상 회담
- 한미 관계